# DaiGo
DaiGo（ダイゴ、1986年〈昭和61年〉11月22日 - ）は、日本のメンタリスト、ブロガー、ニコ生主、YouTuber。企業の研修やコンサルなども行う。
静岡県清水市（現・静岡市清水区）出身。身長174cm。弟が3人おり、末弟は東京大学謎解き制作集団AnotherVision元代表の松丸亮吾。

## 来歴
幼少時は小学1年から中学2年までの8年間に亘っていじめを受けていたが、母親を馬鹿にされた怒りで突発的に工作室に落ちていた鉈を投げると周囲の反応が一変したという。それがきっかけで自分の行動一つで世界は変えられると考えるようになった。
高輪中学校・高等学校卒業。
大学受験に際して、当時は東京大学以外は大学ではないと思っていたために、現役時も浪人時も東京大学以外に願書を出していなかったと述べる。その一方で、現役時は早稲田大学と慶應義塾大学を滑り止めで受けて合格したとも述べており一貫しないが、いずれにせよ一年の浪人生活を送る。また、一浪時は、センター試験の得点を自己採点で97%取ったと述べる一方で、95%取ったとも述べており、さらに別の機会には「足切りとかも引っかからないレベルまで行ったかと思いきや」とも述べており（一浪時の2006年の理科Ⅰ類足切りラインは80.1%）、これも一貫しないがいずれにせよ東京大学への合格は果たせなかった。というのも、本人によると、選択科目のマークを間違って化学Iを受けていないことになり、そのため東京大学に出願できなかったためである。しかし、母親が密かに慶應義塾大学に出願していたとのことで、同大学を受験することになり、その際過去問は一度も見ずに、また「俺に消しゴムはいらねえ」として、万年筆1本しか持たずに試験を受け、合格を果たしたと述べている。そのときの万年筆は現在も取ってある（なお、デイリーポータルZの実験によると、万年筆はマークシートで全く認識されないため、記述部分のみで合格を果たしたことになる）。
このように、希望する東京大学に入れなかったことで、かなりのコンプレックスを抱いたまま大学生活に突入するが、「このコンプレックスに打ち勝つために、大学時代に何かを成し遂げなければならない」と強い使命感のようなものを感じ、その後メンタリストになるきっかけを得ることとなった。そのため、現在は「今の僕、東大落ちてほんと良かったー！と思ってます。だからね、うちの弟はね、兄貴は東大入れなくて自分は東大に入ったみたいなことを言ってるんですけど、僕は今本当に思いますよ、東大落ちて良かったー！行かなくて良かったー！」と、コンプレックスを克服した旨を述べ、現在では東京大学に合格する方法をアドバイスするほどである。
ただし、弟の亮吾が東京大学に合格した際は「東大合格おめでとう。ただ、お前が勝っているのは学歴だけだからな」とメッセージを送るなど、なおも対抗心を見せている。また、自身の知能指数については、「嫌みになるので言わない」と謙遜しつつ、亮吾から「IQ132だった。すごいでしょ」とメッセージが来た際「俺より10以上低いな」と返信したと述べて、自身は142以上あることを示唆している。
メンタリストのきっかけは、大学時代にあり、友人からイギリスのメンタリストであるダレン・ブラウンを紹介され、彼のパフォーマンスに感銘を受けたことに始まる。その後、ブラウンに関する書籍などを読み漁り、メンタリズムについて本格的に勉強を開始した。
慶應義塾大学理工学部物理情報工学科を卒業。慶應義塾大学大学院理工学研究科修士課程を中退。
以後、眉村神也によるプロデュースとメンタリズムのテクニック指導のもと、メンタリストとしてテレビなどで活躍することになる。

## 人物
- 愛猫家。「ぬこ」「みこ」「ぴこ」「ここ」「にっちも」「さっちも」「まよ」「なよ」「みく」という猫を飼っている。
- 「人生を変えてくれた作品」と公言するほどの「攻殻機動隊」シリーズの大ファン。この作品を見て、「（映画に登場する）人工知能が作りたくなって大学の専攻を決めた。人の心を扱うメンタリストという仕事を選ぶきっかけとなった」と明かしている[22]。
- 京都アニメーション放火事件の被害者の一部の実名を、遺族からの承諾を得ることなくNHKが報道した際には、自身のYouTube配信で憤慨の意を示し、NHKとの決別を宣言した[23][24]。
- 死刑制度存置論者[25]。
- 芸能活動開始当初は「メンタリスト」ではなく、金属の形を自由に操れるパフォーマーとして「メタルアーティスト」の肩書を名乗っていた[26]。
- 2016年度から2018年度まで新潟リハビリテーション大学の特任教授を務めた[27]。下記の生活保護受給者とホームレスを巡る騒動に際して、問い合わせが多数寄せられた同大学は「任用期間は平成28～30年度までであり、それ以後、現在に至るまで、本学は同氏と一切関係ございません」「任用期間においても、同氏は通常の授業には関わっておりません」「すでに平成30年度末でDaiGo氏を解任済みである」と声明を発表した[28]。

## 不祥事

### 青少年保護条例に関する誤認
2021年7月に騒動となった、2人組YouTuber・みきおだのみっき～の淫行疑惑について、「14歳から17歳っていうのは相手の同意とかあれば普通は検挙されないです」とし、「そもそも警察は捜査すらしませんよ」と話していた。
しかし、弁護士の岡野武志は、自身の公式YouTubeチャンネルで、これを完全な誤りと指摘。岡野は合意がある上での14歳～17歳との金銭のやり取りなしの淫行は、「青少年保護条例違反」に当たるとし、関係のあった時点で逮捕・立件され、罰金刑になるのが一般的な流れだとコメントした。DaiGoは最終的に誤りを認めて謝罪した。
この誤認との関係性は不明だが、「週刊文春」2016年12月8日号は、彼がイベントで知り合った女子中学生と性行為に及んだと、未成年淫行の詳報を伝えていた。

### 生活保護受給者とホームレスを巡る騒動
「過去に飼っていたウサギの散歩中、ホームレスの男性からそのウサギに対する暴行（蹴り飛ばした）があり、そのウサギが亡くなってしまったという経験をしたことから、ホームレスに対する嫌悪感を抱いていた。」との擁護意見もあるが、問題の発言は生活保護者全体やホームレス全体を指す内容となっており、経緯を考慮しても差別発言に他ならない。
2021年8月7日、「【超激辛】科学的にバッサリ斬られたい人のための質疑応答」と題したYouTubeのライブ配信中、視聴者からの質問に対し、DaiGoは生活保護の受給者やホームレスを否定する持論を展開した。
この持論に対して批判が集まり、安田菜津紀、稲葉剛らから「ヘイトクライムを誘発しかねない」という声が相次いだ。DaiGoの弟でタレントの松丸亮吾は自身のTwitterで「今まで兄が炎上しても『また炎上してんな』くらいにしか思ってなかったし触れないようにしてたけど、人の命を軽く見る発言だけはさすがにダメです。それだけは絶対に許されない」と述べた。
これらの批判が殺到すると、同月12日、DaiGoは新たにライブ配信を行い、「個人の意見なので扇動してるわけではない」と弁明した一方、自身が高額の納税を行っていることを理由に挙げ、「残念ながら僕を叩いている人よりも、僕は彼らのことを保護してますよ」「助けてあげたいほど大事なら、口出すよりも金出してあげたらいいんじゃない？言うだけなら誰でもできる」と持論を展開した。
この主張にさらに批判が過熱する結果となり、翌13日には厚生労働省がTwitterにて、「生活保護の申請は国民の権利です」という投稿を発信する事態となった（2020年12月には厚生労働省ウェブサイトにおいても『生活保護の申請は国民の権利です』と掲げられているほか、2021年8月16日には足立区が今回の流れを受けての対応と思われる「生活保護の申請は国民の権利」などツイートしたと報じられている）。同日夜、DaiGoはライブ配信で「一生懸命、社会復帰を目指して生活保護を受けながら頑張っている人、支援する人がいる。さすがにあの言い方はよくなかった。差別的であるし、これは反省ということで謝罪させていただきます。大変申し訳ございませんでした」と一転して謝罪した。
翌14日、生活保護受給者を支援する4団体が「メンタリストDaiGo氏のYouTubeにおけるヘイト発言を受けた緊急声明」を発表。菅義偉首相に「DaiGo氏の発言が許されないものであることを明言した上で、生活保護の申請が国民の権利であることを率先して市民に呼びかけること」を求めるなど、社会に広く5つの提案を行った。DaiGoの謝罪についても「ここで示された考え方は、他者を評価する基準を『頑張っている』（と自分から見える）かどうかに変えただけであり、他者の生きる権利について自分が判定できると考える傲岸さは変わりません」と一蹴し、再謝罪を求めた。すると同日夜、DaiGoは「昨日の謝罪を撤回いたします」というタイトルで動画を配信し、今までとは打って変わった黒いスーツにネクタイの礼服姿で登場すると、前日の謝罪を「単なる反省で謝罪になっていない。想像力も理解も足りなかった」と釈明。「自分が勝手に反省しているに過ぎなかった」「僕と同じような考えを一人でも減らせるように活動をあらためていきたい」と、改めて謝罪。「自分の亡き母親が生活保護受給者だったら」と考えて、自身の発言の愚かさを実感したとして、「もし母が生きてたらこの状況をどう思うかって考えると、すみません」と涙を見せる一幕もあったが、過去にDaiGoは「譲歩を促す最終手段、それは泣き落とし」「ポイントは相手の予想を上回るように、少しオーバーに」と発言しており実行したものでないかとの見方もある。同日、DaiGoがアンバサダーを務めていた「霧島天然水 のむシリカ」は、自社がホームレスへの炊き出しなどの困窮者への支援を行っていたこともあり、公式サイトにて、DaiGoの発言に関する謝罪文を掲載。DaiGo出演のCMを当面の間、放送自粛することを発表した。
元宮崎県知事でタレントの東国原英夫は「メンタリストDaiGo氏のYouTubeにおける発言を受けた緊急声明」について「基本的人権意識の欠如。反省・謝罪するなら今後の長期の活動や言動で示すべき。時間をかけ人権問題・所得の再分配の意義・優生思想の問題点等を徹底的に学ぶべき」と指摘した。
社会学者でDaiGoと仲がいいという古市憲寿は「メンタル弱いんですよ、DaiGo。本当に、いつも落ち込んでいて」と明かしたが、MCの東野幸治に「それは勝手ですよ」と一蹴された。
16日放送の『めざまし8』では元大阪府知事の橋下徹がこの一件に言及。「DaiGoさんの今回の発言は間違ってるから、しっかり反省してなんとか立ち直って頑張ってもらいたいと思います。」としつつ、「DaiGoさん色んな活動で高額な収入を得て納税額もすごいと思うんですよ。ちょうど20代後半ぐらいで高収入を得た人たちが自分の税金がどう使われてるか、自分のためになってるのか、それがちょっと違う所に使われてるんじゃないかと疑問に思う、ちょうどその頃であっていろんな人がこういう疑問を持つと思うんです。自分の税金がなんであの人の所にいくのっていうね。それは社会を成り立たせるうえで必要な制度であって自分も社会に一員であってみなさんのおかげで稼がせていただいてるんだって気付くのは周りからのいろんな意見とか社会経験を積んで分かることであって。今回の発言は間違ってるんだけど、こういう間違いにぶつかってしまう、こういう世代の人たくさんいると思う。」と話した。
また同じく16日放送の『バイキングMORE』では坂上忍がこの一件に言及。「激辛という範ちゅうではない。どうしちゃったのかなって」「謝罪だけで済まされるのかって思っちゃう。それくらいの問題。肝心なところが無知。代償が大きいと思う」と述べ、YouTubeというプラットフォームの問題として「一個人が一つの放送局を持ってしまう怖さ。もうちょっと整備されないとまた同じこと起きるのでは」と問題提起し、フリーアナウンサーの高橋真麻も「もっと賢い人かと思ったのに…確かに本人の危機管理能力が低かったら、いくらでも過激なこと流せちゃう。そういう判断は個人では無理だと思う」と同意している。

## テレビ
- めちゃⅹ2イケてるッ！（CX）
- 炎の体育会TV（TBS）
- ニンゲン観察バラエティ モニタリング（TBS）
- オールスター感謝祭 （TBS）
- クイズピンチヒッター（CX）

## CM
- 株式会社 Qvou「霧島天然水のむシリカ」（2020年4月[56]） - アンバサダーとして広告に出演していたが[57]、上述の生活保護・ホームレス否定発言を受け、2021年8月14日よりCM放送が自粛される事態となっている[51]。

## 著書
- DaiGoメンタリズム 誰とでも心を通わせることができる7つの法則～（2011年9月1日、ワニブックス）
- 人の心を自由に操る技術 ザ・メンタリズム（2012年1月28日、扶桑社）
- DaiGoメンタリズムvs.Dr.苫米地"脱洗脳" すべての「超能力」は再現できる!?（2012年6月4日、ヒカルランド）
- メンタリズム 恋愛の絶対法則（2012年7月11日、青春出版社）
- これがメンタリズムです メンタリストになれる本（2012年11月9日、幻冬舎）
- メンタリズムの罠 TRICKS of the MIND（2013年2月27日、扶桑社）（翻訳）
- 心を操る超プロ メンタリストになる!（2013年5月2日、ヒカルランド）
- プレジデントFamily 2013年 08月号（2013年6月18日、プレジデント社）
- 不安を自信に変える「逆転の発想術」（2013年6月26日、廣済堂出版）
- an・an PLUS 相手の本音を見抜く! 本当の自分がわかる! パーフェクト心理ブック（2013年7月29日、マガジンハウス）
- 一瞬でYESを引き出す　心理戦略。（2013年8月1日、ダイヤモンド社）
- 実例 図解版 メンタリストDaiGoの相手を意のままに操る「話し方」入門（2013年9月1日、ワニブックス）
- メンタリズム人の心を自由に操る技術（2013年9月1日、扶桑社）
- 人生がラクになる7つの方法 今すぐにあなたをストレスフリーにする66の実例アドバイス（2013年9月14日、講談社）
- メンタリズムを脳科学で解剖したら カリスマリーダーの作り方がわかった!（2013年12月3日、ヒカルランド）
- 人生を変える60秒の処方箋 1分間の心理革命。（2014年7月4日、KADOKAWA）
- 冬を越せるキリギリス 好きなことだけ続ける仕事術（2014年7月9日、講談社）
- 男女脳戦略。男にはデータを、女にはイメージを売れ（2014年10月17日、ダイヤモンド社）
- 人を操る禁断の文章術（2015年1月21日、かんき出版）
- 子育ては心理学でラクになる（2015年2月27日、主婦と生活社）
- 限りなく黒に近いグレーな心理術（2015年5月30日、青春出版社）
- なぜかまわりに助けられる人の心理術（2015年8月7日、宝島社）
- ポジティブ・チェンジ（2015年10月1日、日本文芸社）
- トークいらずの営業術（2015年10月21日、星雲社）
- ネガティブな人ほど運がいい!？（2015年10月24日、ベストセラーズ）
- メンタリストDaiGoの心を強くする300の言葉（2016年4月28日）
- 自分を操る超集中力（2016年5月31日）
- ウィルパワーダイエット ダイエットという自分との心理戦に勝つ方法（2016年6月6日）
- ワンコイン心理術 500円で人のこころをつかむ心理学（2016年9月1日、PHP文庫）
- あなたを変える52の心理ルール（2016年9月15日）
- マンガでわかる 最高の結果を引き出す心理交渉術（2016年9月21日）
- メンタリストDaiGoの幸せをつかむ言葉（2016年9月23日）
- マインドフルネス 仏教瞑想と近代科学が生み出す、心の科学の現在形（2016年11月30日、別冊サンガジャパン3）
- ポジティブ・ワード（2016年12月20日）
- 「好き」を「お金」に変える心理学（2017年1月21日）
- なぜかまわりに助けられる人の心理術（2017年2月22日、宝島SUGOI文庫）
- メンタルサプリ 自分を操るポジティブな心理学（2017年2月22日、ヒカルランド）
- 直観力（2017年3月20日、星雲出版）
- 面接官の心を操れ! 無敵の就職心理戦略（2017年3月23日、KADOKAWA）
- ゼロから幸せをつかむ オトナの恋愛処方箋（2017年5月30日、辰巳出版）
- ベットの上の心理学 Kindle版（2017年6月30日、KADOKAWA）
- 図解 自分を操る超集中力（2017年7月20日、かんき出版）
- コミックだからわかる！ 相手の本音を見抜く仕事の心理術（2017年7月27日、KADOKAWA）
- 【新装版】心を操る超プロメンタリストになる！（2017年8月3日、ヒカルランド）